# Aeroportul Aalborg
Aeroportul Aalborg (IATA: AAL, ICAO: EKYT) este un aeroport din Aalborg Municipality⁠(d), Regiunea Nordjylland, Danemarca ce deservește zona Aalborg. Aeroportul a fost tranzitat în 2023 de 1.423.024 de pasageri. A fost deschis în 29 mai 1938 și numit după zona deservită.
Situat la o altitudine de 3 m, aeroportul dispune de 2 piste.

## Infrastructură

### Piste
Aeroportul dispune de 2 piste. Pista 08R/26L are suprafața de asfalt și dimensiunile 2.549 m × 23 m. Pista 08L/26R are suprafața de asfalt și dimensiunile 2.654 m × 45 m. 